# ŻRKS Tarnopol
ŻRKS Tarnopol (hebr. ‏מועדון ספורט פועלים יהודים טרנופול‎) – żydowski klub piłkarski z siedzibą w mieście Tarnopol (obecnie na Ukrainie), działający w latach 1929–1939.

## Historia
Chronologia nazw:
- 1929: Ż.R.K.S. [Żydowski Robotniczy Klub Sportowy] Tarnopol
- 1939: klub rozwiązano

Żydowski Robotniczy Klub Sportowy, w skrócie Ż.R.K.S. został założony w Tarnopolu w latach 20. XX wieku przez społeczność pochodzenia żydowskiego. W sezonie 1929 zespół debiutował w rozgrywkach Klasy C podokręgu Tarnopol Lwowskiego OZPN. W 1930 zajął trzecie miejsce w końcowej tabeli podokręgu Tarnopol. W 1931 zwyciężył w podokręgu Tarnopol i w 1932 zagrał w Klasie B, zajmując 5.miejsce. W sezonie 1934 po wprowadzeniu Lwowskiej ligi okręgowej, Klasa B spadła na IV poziom, w której grała żydowska drużyna. W sezonie 1936/37 zespół występował w Klasie C grupie Tarnopol-Mikulińce. W następnym sezonie 1937/38 wrócił do Klasy B, ale w sezonie 1938/39 znów grał w rozgrywkach Klasy C podokręgu Tarnopol. Na skutek wybuchu II wojny światowej we wrześniu 1939 - działalność klubu została zawieszona, zaś po jej zakończeniu już nigdy go nie reaktywowano.

## Sukcesy

### Trofea międzynarodowe
Nie uczestniczył w rozgrywkach europejskich (stan na 31-05-2024).

### Trofea krajowe
| \| \| Zdobyte trofea w rozgrywkach Polski (stan na: 31-05-2024) \| |                                                           |      |          |
| Rozgrywki                                                          | Osiągnięcie                                               | Razy | Sezon(y) |
| Mistrzostwo                                                        | I miejsce                                                 | 0    |          |
| Mistrzostwo                                                        | II miejsce                                                | 0    |          |
| Mistrzostwo                                                        | III miejsce                                               | 0    |          |
| Puchar                                                             | zdobywca                                                  | 0    |          |
| Puchar                                                             | finalista                                                 | 0    |          |
| II liga                                                            | I miejsce                                                 | 0    |          |
| II liga                                                            | II miejsce                                                | 0    |          |
| II liga                                                            | III miejsce                                               | 0    |          |
| Polska                                                             | Zdobyte trofea w rozgrywkach Polski (stan na: 31-05-2024) |      |          |

- Klasa B LOZPN, podokręg Tarnopol, 1 podgrupa
  - 4.miejsce (1): 1932

## Poszczególne sezony

### Rozgrywki międzynarodowe

#### Europejskie puchary
Klub nie uczestniczył w rozgrywkach europejskich.

### Rozgrywki krajowe
| \| Polska \| Bilans występów klubu w rozgrywkach piłkarskich Polski (Stan na 31 maja 2024 r.) \| \| |                                                                                  |        |       |   |   |   |    |    |     |                               |        |        |      |
| Poziom                                                                                              | Rozgrywki                                                                        | Sezony | Mecze | Z | R | P | B+ | B– | Pkt | Lata                          | Awanse | Spadki | Naj. |
| I                                                                                                   | Liga                                                                             | 0      |       |   |   |   |    |    |     |                               |        |        |      |
| II                                                                                                  | Klasa A / Liga Okręgowa                                                          | 0      |       |   |   |   |    |    |     |                               |        |        |      |
| III                                                                                                 | Klasa B / Klasa A                                                                | 2      |       |   |   |   |    |    |     | 1932–1933                     | 0      | 0      | 4    |
| IV                                                                                                  | Klasa C / Klasa B                                                                | 6      |       |   |   |   |    |    |     | 1929–1931, 1934–1935, 1937/38 | 1      | 2      | 1    |
| V                                                                                                   | Klasa C                                                                          | 2      |       |   |   |   |    |    |     | 1936/37, 1938/39              | 2      | 0      | 1    |
| | Puchar Polski                                                                    | 0      |       |   |   |   |    |    |     |                               |        |        |      |
| Polska                                                                                              | Bilans występów klubu w rozgrywkach piłkarskich Polski (Stan na 31 maja 2024 r.) |        |       |   |   |   |    |    |     |                               |        |        |      |

## Struktura klubu

### Stadion
Drużyna rozgrywała swoje mecze domowe w Tarnopolu na stadionie na Obołoni.

## Kibice i rywalizacja z innymi klubami

### Derby
- Kresy Tarnopol
- Gordon Tarnopol
- Legion Tarnopol
- Strzelec Tarnopol
- WKS 54 pp Tarnopol
- Meta Tarnopol
- Podilla Tarnopol
- Zoria Tarnopol
- Jehuda Tarnopol
- Hapoel Tarnopol